# Егоров, Николай Михайлович (археолог)
Николай Михайлович Егоров (1876—1965) — советский энтомолог, археолог, этнограф и краевед.

## Биография
Родился 21 ноября (3 декабря) 1876 года во Владикавказе в семье секретаря канцелярии прокурора Владикавказского окружного суда.
В 1899 году окончил Петербургский историко-филологический институт. Затем преподавал в гимназиях и других средних учебных заведениях городов Кутаиси, Тифлиса, Батуми и Баку. В 1920—1923 годах он преподавал историю и географию в средних школах Пятигорска.
С 1924 по 1931 год был заведующим Терского окружного музея краеведения (Пятигорский музей). Благодаря Егорову, изымавшиеся при экспроприации в 1920-х годах ценнейшие экспонаты попадали в музей. Сам он принимал активное участие в раскопках и обнаруженные при этом предметы тоже поступали в музей. Им были составлены тетради, содержащие сведения 10 тысячах археологических экспонатов, поступивших в музей в 1920-х, а затем и в 1930-х годах. В них имеются указания о собраниях В. Р. Апухтина, В. А. Скиндера (проданы в Музей вдовой археолога в 1934 году), И. И. Филиппова (материалы раскопок 1913—1914 гг. поступили в музей в январе 1927 года), дары Кавказского горного общества раннего советского периода (Я. И. Фролов, Г. И. Раев в 1925—1927 гг.) и другие.
В 1926 году было создано Северо-Кавказское бюро краеведения, председателем которого стал археолог А. М. Ильин, а членами — С. Ф. Войцеховский, Н. М. Егоров, Б. В. Лунин, М. А. Миллер, Г. Н. Прозрителев, Л. П. Семёнов и другие. 
Затем Н. М. Егоров работал в пятигорской газете корректором, в Курортном музее Бальнеологического института научным сотрудником. С 1 октября 1938 года до выхода на пенсию был научным сотрудником Пятигорского музея краеведения.
Им было опубликовано несколько научных работ по лепидоптерологии. Он собрал на Северном Кавказе и в Закавказье большую коллекцию бабочек. В 1957 году он передал в дар Киевскому университету часть своей коллекции чешуекрылых Кавказа, в 1961 году подарил Ленинградскому зоологическому институту АН СССР более 6 000 экземпляров своей коллекции; Московскому историческому музею передал свою большую коллекцию археологических древностей, часть которой перешла Пятигорскому краеведческому музею. Большую библиотеку с редкими изданиями по этнографии, истории и языковедению в 1957 году он передал Музею истории Азербайджана. 
Имел трёх дочерей: Лидию, Нателлу и Надежду. Лидия жила в Баку и у неё Н. М. Егоров жил в конце жизни.
Умер в Пятигорске 16 сентября 1965 года.